# Oxyopes longespina
Oxyopes longespina är en spindelart som beskrevs av Lodovico di Caporiacco 1940. Oxyopes longespina ingår i släktet Oxyopes och familjen lospindlar.
Artens utbredningsområde är Etiopien. Inga underarter finns listade i Catalogue of Life.